# Eridantes utibilis
Eridantes utibilis là một loài nhện trong họ Linyphiidae.
Loài này thuộc chi Eridantes. Eridantes utibilis được Crosby & Bishop miêu tả năm 1933.